# Sergei Nikolajewitsch Klimowitsch
Sergei Nikolajewitsch Klimowitsch (russisch Сергей Николаевич Климович; * 8. April 1974 in Nowosibirsk, Russische SFSR) ist ein ehemaliger russischer Eishockeyspieler.

## Karriere
Beim NHL Entry Draft 1992 wurde er in der zweiten Runde an 41. Stelle von den Chicago Blackhawks ausgewählt. In der Saison 1996/97 stand er bei einem einzigen Spiel für die Hawks auf dem Eis. Von 1998 bis 2000 spielte er für die Augsburger Panther in der Deutschen Eishockey Liga. Die letzte Saison 2006/07 verbrachte er in der russischen Superliga bei Metallurg Nowokusnezk.